# Lars Boom
Lars Anthonius Johannes Boom (født 30. december 1985) er en tidligere professionel cycle cross og landevejscykelrytter som blev født i Vlijmen (Nord-Brabant) i Holland.
Ved VM i landevejscykling 2007 vandt han guld ved U23 enkeltstart. Året efter blev han verdensmester i seniorklassen i cyclo-cross.
Han vandt 5. etape i Tour de France i 2014, samme etape som Christopher Froome udgik af Touren.